# 廷格利鎮區 (愛荷華州靈戈爾德縣)
廷格利鎮區（英語：Tingley Township）是位於美國愛荷華州靈戈爾德縣的一個行政鎮區。

## 地方資料
根據2010年美國人口普查的數據，廷格利鎮區的面積為92.06平方千米，當中陸地面積為91.49平方千米，而水域面積為0.57平方千米。當地共有人口327人，而人口密度為每平方千米3.55人。